# K-Fly
K-Fly (* 5. Juli 1988 in Bergisch Gladbach; bürgerlich Kevin Sieger) ist ein deutscher Rapper.

## Leben
K-Fly schrieb seinen ersten Song 2005 und stellte ihn ins Internet. Schnell knüpfte er Kontakte zu anderen Rappern aus der Szene, darunter auch MaG, bürgerlich Magnus Schewior, mit dem er einige Songs aufnahm, die sie unter dem Namen Gladbachs Finest bei YouTube und MySpace veröffentlichten. Das erste gemeinsame Musikvideo (Meine große Liebe) hat heute knapp 1 Million Klicks auf Youtube.
Mit diesen ersten Referenzen lernte K-Fly einige Produzenten kennen und bekam eigene Beats, aus denen schnell neue Songs wurden. 2010 erschien sein erstes offizielles Album Wer Wenn Nicht Wir zusammen mit seinem Bruder (Low.K), bürgerlich Patrick Sieger. Das Album wurde in Deutschland, Österreich und der Schweiz verkauft.
2 Jahre später folgte das nächste Album (AGDS2), auf dem Künstler wie MoTrip, Joka oder Jonesmann vertreten waren.

## Diskografie

### Alben
- 2010: Wer wenn nicht wir (feat. Low K.), Blue Door Records (Delta Music), N19011, EAN: 4260149820976[2]
- 2012: Alle guten Dinge sind 2 (feat. Low.K), Blue Door Records
- 2018: Besonderer Mensch

### Mixtapes
- 2009: Special Feature Mixtape
- 2012: Stabile Jungs Sampler / Mixtape

### EPs
- 2008: Allein zu House
- 2009: Fotzen Musik
- 2015: Zeitreise

### Singles
- 2008: Meine große Liebe (feat. MaG)
- 2010: Rockstars (feat. Low K.)
- 2010: Ganz normale Jungs (feat. Low K.)
- 2011: Neuer Sound (feat. Low K.)
- 2011: Zu Spät
- 2012: Lebenstraum
- 2013: Brief
- 2013: Jagd nach den Sternen
- 2014: Senorita
- 2014: So Fly
- 2015: Traum (feat. Tim Schulz)
- 2015: Blickkontakt (feat. Tim Schulz)
- 2017: Weil ich dich liebe
- 2017: Neuanfang
- 2018: Frau aus dem Süden
- 2018: Besonderer Mensch
- 2018: Hab gedacht
- 2018: Es war schön mit dir
- 2019: Wenn du da bist (mit MCN)
- 2019: Nachts unterwegs (mit Tim Schulz)
- 2019: Nie vergessen (mit Tom Twers)
- 2019: Schreib zurück
- 2020: Danke (feat. MCN)
- 2022: Mehr Liebe (Mit Tim Schulz)